# Swedish Open 2011
Swedish Open 2011 var en tennisturnering som spelades utomhus på grus och som var en del av ATP World Tour 250 Series i ATP-touren 2011 och WTA-touren 2011. Den spelades i Båstad, Sverige mellan den 4 juli och 10 juli 2011 för damerna och mellan den 11 juli och 17 juli 2011 för herrarna. Turneringen var även känd som Collector Swedish Open 2011 för damerna och SkiStar Swedish Open 2011 för herrarna på grund av sponsringsskäl. Det var den tredje gången turneringen spelade för damer och den 64:e gången för herrar.

## WTA-deltagare

### Spelare
| Land | Spelare                    | Rankning* | Seedning |
| ---- | -------------------------- | --------- | -------- |
| DEN  | Caroline Wozniacki         | 1         | 1        |
| ITA  | Flavia Pennetta            | 21        | 2        |
| CZE  | Lucie Šafářová             | 32        | 3        |
| ESP  | Lourdes Domínguez Lino     | 48        | 4        |
| RUS  | Vera Dushevina             | 51        | 5        |
| CZE  | Iveta Benešová             | 53        | 6        |
| CZE  | Barbora Záhlavová-Strýcová | 55        | 7        |
| SLO  | Polona Hercog              | 59        | 8        |

- Seedningarna är baserade på rankningarna den 21 juni 2011.

### Andra deltagare
Följande spelare fick ett wild card till huvudturneringen:
- Ellen Allgurin
- Anna Brazhnikova
- Hilda Melander

Följande spelare gick vidare från kvalspelet:
- Tetyana Arefyeva
- Mona Barthel
- Alizé Lim
- Olivia Rogowska

## ATP-deltagare

### Seedning
| Land | Spelare         | Rank* | Seedning |
| ---- | --------------- | ----- | -------- |
| SWE  | Robin Söderling | 5     | 1        |
| ESP  | David Ferrer    | 6     | 2        |
| CZE  | Tomáš Berdych   | 9     | 3        |
| ESP  | Nicolás Almagro | 13    | 4        |
| ESP  | Tommy Robredo   | 33    | 5        |
| ARG  | Juan Mónaco     | 43    | 6        |
| KAZ  | Andrey Golubev  | 45    | 7        |
| ITA  | Potito Starace  | 52    | 8        |

- Seedningarna är baserade på rankningarna den 4 juli 2011.

### Andra deltagare
Följande spelare fick ett wild card till huvudturneringen:
- Christian Lindell
- Michael Ryderstedt
- Andreas Vinciguerra

Följande spelare fick vara med i turneringen på speciella undantag:
- Michael Yani

Följande spelare gick vidare från kvalspelet:
- Jonathan Dasnières de Veigy
- Diego Junqueira
- Guillermo Olaso
- Antonio Veić

## Mästare

### Herrsingel
Robin Söderling besegrade  David Ferrer, 6–2, 6–2
- Detta var Söderlings fjärde titel detta år och tionde i sin karriär. Det var hans andra vinst i Båstad, efter att även vunnit 2009.

### Damsingel
Polona Hercog besegrade  Johanna Larsson, 6–4, 7–5
- Detta var Hercogs första titel i sin karriär.

### Herrdubbel
Robert Lindstedt /  Horia Tecău besegrade  Simon Aspelin /  Andreas Siljeström, 6–3, 6–3

### Damdubbel
Lourdes Domínguez Lino /  María José Martínez Sánchez besegrade  Nuria Llagostera Vives /  Arantxa Parra Santonja, 6–3, 6–3